# Lobogeniates punctipennis
Lobogeniates punctipennis är en skalbaggsart som beskrevs av Ohaus 1917. Lobogeniates punctipennis ingår i släktet Lobogeniates och familjen Rutelidae. Inga underarter finns listade i Catalogue of Life.